# Alclofenac
L’alclofenac è un farmaco derivato dell'acido fenilacetico con proprietà analgesiche, antipiretiche e antinfiammatorie.

## Farmacodinamica
L'alclofenac è un inibitore della sintesi delle prostaglandine. L'inibizione avviene attraverso il blocco reversibile dell'enzima prostaglandina-endoperossido sintasi, noto anche come cicloossigenasi: viene così impedita la produzione di mediatori dell'infiammazione (e del dolore) come le prostacicline e le prostaglandine.

## Farmacocinetica
L'assorbimento dell'alclofenac da parte del tratto gastrointestinale è irregolare.
Dopo somministrazione orale o rettale le concentrazioni plasmatiche massime vengono raggiunte nel giro di 1-4 ore. L'emivita plasmatica è variabile tra 1,5 e 5,5 ore.
Alclofenac è escreto per via urinaria principalmente come glucuronide e come principio attivo immodificato.
Il legame con le proteine plasmatiche è del 99%. Il volume di distribuzione è di 0,1 L/kg.

## Usi clinici
È usato in reumatologia in particolare nel trattamento dell'artrite reumatoide, della spondilite anchilosante e, come analgesico, nelle patologie artrosiche dolorose.
In queste patologie determina non solo un sollievo sintomatico ma anche un evidente miglioramento delle concentrazioni sieriche di alcune proteine della fase acuta.
In letteratura si segnala il suo utilizzo anche nella terapia di alcune vasculiti.

## Tossicità
La dose letale nel topo e nel ratto è rispettivamente: 1100, 1050 mg/kg per via orale; 600, 630 mg/kg sotto cute; 550, 530 mg/kg per via intraperitoneale.

## Effetti collaterali e indesiderati
Come con l'ibuprofene sono frequenti manifestazioni cutanee.

Studi sperimentali hanno rivelato un rischio di mutagenesi dovuto a un metabolita dell'alclofenac. 
 Può mostrare sensibilità crociata con penicilline, sali di oro o salicilati.
Altri effetti possibili sono rash cutanei, vasculite cutanea diffusa, eruzioni maculopapillari, edema angioneurotico e raramente reazioni anafilattiche.
Per le sue manifestazioni tossiche è stato ritirato dal mercato in molti paesi.
L'alclofenac può esaltare gli effetti di anticoagulanti orali, ipoglicemizzanti orali e di tiroxina.

## Dosi terapeutiche
Si somministrano 500–1000 mg per via orale tre volte al giorno. È stato somministrato anche per intramuscolo e in supposte da 600 mg.